# 1º Gruppo Divisioni Alpine
Il 1º Gruppo Divisioni Alpine  è stata una formazione della Resistenza italiana operante quasi completamente in Piemonte e sul confine con la Liguria, al comando del maggiore degli alpini Enrico Martini detto Mauri, appartenente alle cosiddette  Formazioni autonome militari, denominate anche azzurri o badogliani. Composta principalmente di militari, si distingueva per l'indipendenza dal Comitato di Liberazione Nazionale e per la fedeltà al governo del Regno del Sud e agli Alleati. Non aveva riferimenti ideologici ufficiali,  sebbene gli aderenti fossero prevalentemente di fede monarchica, di destra, liberali e cattolici, uniti dall'antifascismo e dal rifiuto del comunismo.

## Bandiera
Bandiera tricolore, davanti e dietro: iscrizione in filo d'oro su sfondo azzurro "I GRUPPO DIVISIONI ALPINE".

## Storia
All'interno del quadro resistenziale, sono sempre stati definiti parte degli autonomi o badogliani, perché non facevano riferimento a nessun partito tradizionalmente antifascista.

Formate in gran parte almeno all'inizio, da militari rientrati dalla Russia o rimpatriati dal sud della Francia, fedeli al governo di Badoglio.

Al loro interno l'organizzazione è di tipo militare, infatti i comandanti di queste formazioni sono ufficiali dell'esercito i quali rivendicano la loro apartiticità, tendenzialmente comunque più vicine alle forze politiche moderate. Una delle più note è stata appunto quella comandata da Enrico Martini Mauri.

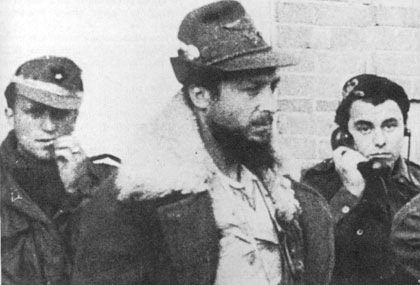
Enrico Martini Mauri, comandante del 1º Gruppo Divisioni Alpine

Sotto la sua guida la lotta armata si configura in modo nuovo, infatti forma dei piccoli gruppi, organizza nelle retrovie dei luoghi sicuri, dove riorganizzarsi, trovare rifugio, curare i feriti.
A Bastia Mondovì dal 1947 sul colle San Bernardo è stato costruito il sacrario del 1º Gruppo Divisioni Alpine, dove sono sepolti oltre ottocento caduti.

### Composizione
A Settembre 1944 il 1º Gruppo Divisioni Alpine - forte di più di 5.000 uomini - comprendeva:
- Iª Divisione Langhe comandante Mario Bogliolo
  - Brigata Castellino
  - Brigata Mondovì
  - Brigata Langhe ovest
  - Brigata Pedaggera
- IIª Divisione Langhe comandante Piero Balbo
  - Brigata Belbo
  - Brigata Canale
  - Brigata Asti

- IIIª Divisione Alpi comandante Piero Cosa
  - Brigata Val Pesio
  - Brigata Val Ellero
  - Brigata Val Corsaglia
- IVª Divisione Alpi comandante Alessandro Vanni
  - Brigata Val Casotto
  - Brigata Val Mongia
  - Brigata Val Tanaro

Erano invece indipendenti le Brigate Bra, Amendola ed Alba.

Alla viglia dell'Insurrezione Generale il 1º Gruppo Divisioni Alpine era così strutturato:
- Ia Divisione “Langhe” comandante Mario Bogliolo
  - 1ª Brigata "Castellino"
  - 2ª Brigata "Mondovì"
  - 3ª Brigata "Langhe Ovest"
  - 4ª Brigata "Pedaggera"
  - 1a Brigata bis "Valle Bormida"
  - 2ª Brigata bis
- IIa Divisione “Langhe” comandante Piero Balbo
  - 5ª Brigata "Belbo"
  - 6ª Brigata "Valle Uzzone"
  - 7ª Brigata "Rocca d’Arazzo"
  - 8ª Brigata "Grana"
- IVa Divisione “Alpi” agli ordini di Ferdinando Travaglio Peschiera
  - 13ª Brigata "Val Tanaro"
  - 14ª Brigata "Valle Mongia"
  - 15ª Brigata "Val Casotto"
- Va Divisione “Monferrato” comandante Giuseppe Cravera 
  - 17ª Brigata "Asti"
  - 18ª Brigata
  - 19ª Brigata
- VIa Divisione “Asti” comandante Giovanni Toselli Otello
  - 21ª Brigata "San Damiano"
  - 22ª Brigata "Alba"
  - 25ª Brigata "Canale"
- XIIa Divisione “Bra” comandante Icilio Ronchi Della Rocca
  - 45ª Brigata
  - 46ª Brigata
  - 47ª Brigata
  - 48ª Brigata
- XVa Divisione “Alessandria” comandante Stefano Cigliano Mimmo
  - 57ª Brigata
  - 58ª Brigata
- 103ª Brigata “Amendola” comandante Renato Gancia Rabbia[6]

## Imprese a cui partecipò il I gruppo
- Liberazione temporanea dell'albese e Repubblica di Alba
- Liberazione di Alba e del Basso Piemonte
- Liberazione di Torino

## Letteratura
- Il partigiano Johnny di Beppe Fenoglio, tratta l'esperienza all'interno della formazione partigiana.

## Filmografia
Dal libro nel 2000 è stato tratto il film omonimo, per il quale Piero Balbo ha prestato alcuni dei suoi indumenti utilizzati durante la resistenza, all'interprete principale Claudio Amendola.

## Persone legate al Gruppo
- Giovanni Balbo
- Piero Balbo
- Don Michele Balocco[7]
- Mario Brusa Romagnoli[8]
- Felice Cenacchio[9]
- Leonardo Cocito
- Innocenzo Contini
- Giacomino Curreno di Santa Maddalena
- Pietro Augusto Dacomo
- Beppe Fenoglio
- Carlo Giusta[10]
- Pietro Marco Garelli[11]
- Vincenzo Giovanni Giusto
- Eraldo Hanau[12]
- Folco Lulli
- Enrico Martini
- Nicola Monaco
- Ambrogio Pappini[13]
- Domenico Quaranta
- Natale Re
- Aurelio Rossi[14]
- Ettore Ruocco
- Giacomo Rossino[15]
- Lelio Speranza
- Dario Scaglione
- Guido Somano[16]
- Ignazio Vian
- Giuseppe "Giorgio" Levratto[17]

### Partigiani decorati

#### Medaglie d'oro al valor militare
- Giovanni Balbo
- Leonardo Cocito
- Innocenzo Contini
- Giacomino Curreno di Santa Maddalena
- Pietro Augusto Dacomo
- Giovanni Ferrero[18]
- Vincenzo Giovanni Giusto
- Folco Lulli
- Enrico Martini
- Andrea Giovanni Micheletti
- Nicola Monaco
- Domenico Quaranta
- Giacomo Rossino
- Ettore Ruocco
- Ignazio Vian

#### Medaglie d'argento al valor militare
- Piero Balbo
- Ambrogio Pappini
- Natale Re
- Dario Scaglione